# Lyndonville (Nueva York)
Lyndonville es una villa ubicada en el condado de Orleans en el estado estadounidense de Nueva York. En el año 2000 tenía una población de 862 habitantes y una densidad poblacional de 319 personas por km².

## Geografía
Lyndonville se encuentra ubicada en las coordenadas 43°19′26″N 78°23′16″O / 43.32389, -78.38778.

## Demografía
Según la Oficina del Censo en 2000 los ingresos medios por hogar en la localidad eran de $40,179, y los ingresos medios por familia eran $45,500. Los hombres tenían unos ingresos medios de $35,769 frente a los $19,464 para las mujeres. La renta per cápita para la localidad era de $16,357. Alrededor del 9.3% de la población estaban por debajo del umbral de pobreza.